# Jewhen Łucenko
Jewhen Wałentynowycz Łucenko, ukr. Євген Валентинович Луценко (ur. 10 listopada 1980 w Kijowie, Ukraińska SRR) – ukraiński piłkarz grający na pozycji pomocnika, reprezentant Ukrainy.

## Kariera piłkarska

### Kariera klubowa
Wychowanek Dynama Kijów (od 1995) oraz RSC Anderlecht (od 1996). Nie potrafił przebić się do podstawowej jedenastki Anderlechta, dlatego w 1999 przeszedł do Lausanne Sports. Jednak potem klub zbankrutował i jako wolny agent został zauważony przez selekcjonerów AS Livorno. Ale przez limit na obcokrajowców spoza UE nie udało się podpisać kontrakt. W sezonie 2003 bronił barw Dinama Moskwa, a w 2004 Szynnika Jarosław. Latem 2004 powrócił do Ukrainy i występował w Czornomorcu Odessa. W sezonie 2007/08 został wypożyczony do Zorii Ługańsk. Latem 2009 podpisał kontrakt z Tawrią Symferopol, w barwach której w 2011 zakończył karierę piłkarską.

### Kariera reprezentacyjna
Występował w reprezentacjach juniorskich i młodzieżowych Ukrainy. 11 października 2003 debiutował w reprezentacji Ukrainy w spotkaniu towarzyskim z Macedonią zremisowanym 0:0. Łącznie rozegrał 2 gry reprezentacyjne.

## Sukcesy i odznaczenia
- wicemistrz Szwajcarii: 2000
- finalista Pucharu Szwajcarii: 2000
- brązowy medalista Mistrzostw Ukrainy: 2006